# Maria Celeste (telenowela)
Maria Celeste - telenowela produkcji wenezuelskiej z 1994 roku. Główne role zagrali Sonya Smith i Miguel de León.
W Polsce nadawana była w pasmie wspólnym TVP Regionalnej w latach 1996-97. Po zakończeniu emisji w ramówce telenowelę zastąpił serial Pogarda.

## Obsada
- Sonya Smith - Maria Celeste Paniagua
- Miguel de León - Santiago Azpurua
- Fedra López - Irania Paniagua
- Gabriela Spanic - Celina Hidalgo
- Eduardo Luna - Cesar Augusto
- Sandra Juhasz - Mariu
- Cristina Obín - Octavia
- Angélica Arenas - Consuelo
- Mauricio Gonzalez - Cupertino
- Orangel Delfin - Rodolfo
- Ernesto Balzi - Tiberio
- Rafael Briceño - Don Patricio Hidalgo
- Aroldo Betancourt - Manuare
- Adolfo Cubas - Horacio
- Gaspar 'Indio' González - Manuel